# Distretto di Hyderabad (India)
Hyderabad è un distretto dell'India di 3 686 460 abitanti, che ha come capoluogo Hyderabad.